# 子宫草
子宫草（学名：Skapanthus oreophilus），为唇形科子宫草属下的一个植物变型。

## 变种
- 子宫草（原变种）var. oreophilus
- 茎叶变种 var. elongatus (Hand.-Mazz.) C. Y. Wu et H. W. Li